# Helder Baptista
Helder Ernesto Coelho Baptista  (Vendas Novas, 5 de novembro de 1932 — Lisboa, 21 de fevereiro de 2015) foi um professor e escultor português. Pertence à terceira geração de artistas modernistas portugueses.
Com obra nas áreas do desenho e escultura, dedicou-se em particular à estatuária e à medalhística.

## Biografia / Obra
Frequentou a Casa Pia de Lisboa. Formou-se em escultura na Escola Superior de Belas-Artes de Lisboa.
Foi bolseiro da Fundação Calouste Gulbenkian (Roma, 1958), do Instituto de Alta Cultura (Milão, 1960) e da Secretaria de Estado da Cultura do México (1980).
Foi professor do ensino secundário (Escolas Secundárias Eugénio dos Santos, Marquês de Pombal, Casa Pia de Lisboa e António Arroio); lecionou na Sociedade Nacional de Belas-Artes; foi professor na Escola Superior de Belas-Artes de Lisboa (1962-1995).
Participou em diversas exposições coletivas, entre as quais a I, II e III Exposições de Artes Plásticas da Fundação Calouste Gulbenkian, Lisboa (1957, 1961, 1986). E ainda: XXI FIDEM, Colorado Springs, USA (1987); Europália Portugal 91, Medalha Portuguesa no séc. XX, Namur e Bruxelas (1991); XXIII FIDEM, Londres, Prémio Calouste Gulbenkian (1992); Contemporary Portuguese Medal Art - Budapeste; XXIV FIDEM Budapeste, Prémio Johnson para a Melhor Medalha Cunhada (1994); XXV FIDEM – Neuchatel (1996); Anverso e Reverso + 3, New York; Anverso e Reverso + 3, Ouioto, Japão; XXVI FIDEM, Haia (1998);  The Stanford Saltus Awards Into the Next Century, New York (1999); XXVII FIDEM, Weimar (2000); etc.
Executou várias esculturas para espaços públicos, das quais se destacam: 
- Relevo em pedra, Escola Primária de Benfica, Lisboa (1968);
- Estátua de Vasco da Gama,  Vidigueira (1969);
- Escultura em betão policromado, L.N.E.C. Lisboa (1970);
- Escultura em pedra, Hospital do Funchal, Madeira (1973);
- Escultura em bronze, Faculdade de Economia, Porto (1974);
- Escultura em ferro, Direção Geral de Portos, Lisboa (1980);
- Monumento a Pina Manique, Casa Pia de Lisboa (1992);
- Monumento ao 4 de Outubro de 1910, Loures (1992);
- Monumento à Paz, Seixal (1994);
- Monumento ao Resistente Antifascista Alentejano, Montemor-o-Novo (1996);
- Monumento ao 25 de Abril, Oeiras (2000).[4]

Venceu o Prémio Internacional Vicenza Numismática  2010.
A 11 de julho de 2024, foi agraciado, a título póstumo, com o grau de Oficial da Ordem do Mérito.

### Exposições Individuais
- 1968 – Galeria Interforma, Lisboa
- 1969 – Retrospectiva, L.N.E.C., Lisboa
- 1972 – Galeria Opinião
- 1986 – Escultura e Medalha, Imprensa Nacional Casa da Moeda, Lisboa
- 1992 – Como nasce um Monumento, Museu Municipal, Loures
- 1994 – Galeria Municipal de Arte, Almada
- 1995 – Relevos, Forum Cultural, Seixal; Galeria Municipal, Montemor-o-Novo
- 1997 – Punções e Matrizes: escultura de Helder Batista, Casa do Bocage, Setúbal
- 1998 – Helder Batista: A Retrospective, American Numismatic Society, New York | Medalhas de Helder Batista, Galeria Municipal, Vila Franca de Xira
- 1999 – Topografias Emergentes, Casa da Cultura, Santa Cruz, Madeira
- 2001 – Harmonia dos Contrários, Centro Cultural Casapiano, Lisboa